# Bannockbrot

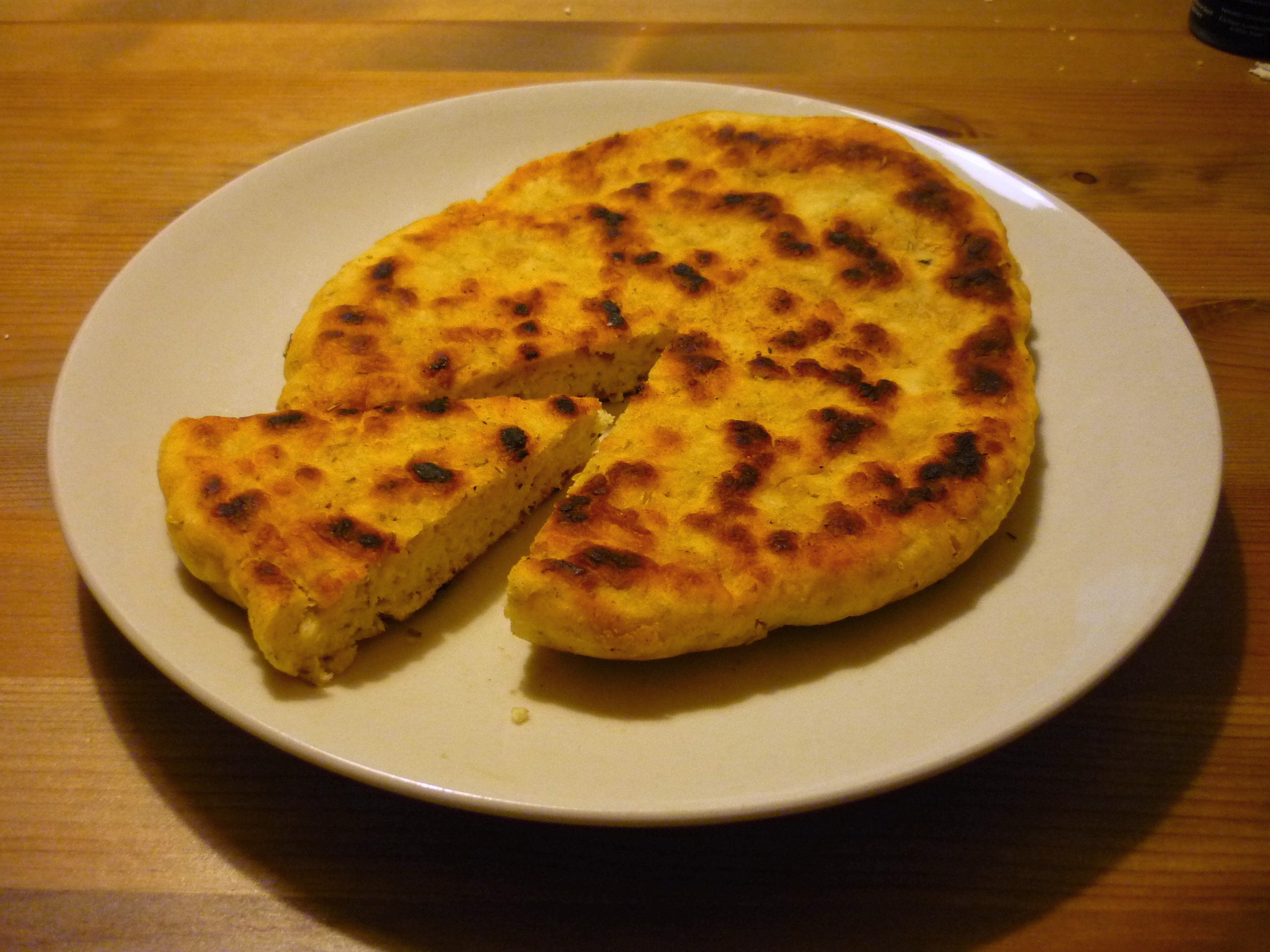
Frisch gebackenes Bannockbrot

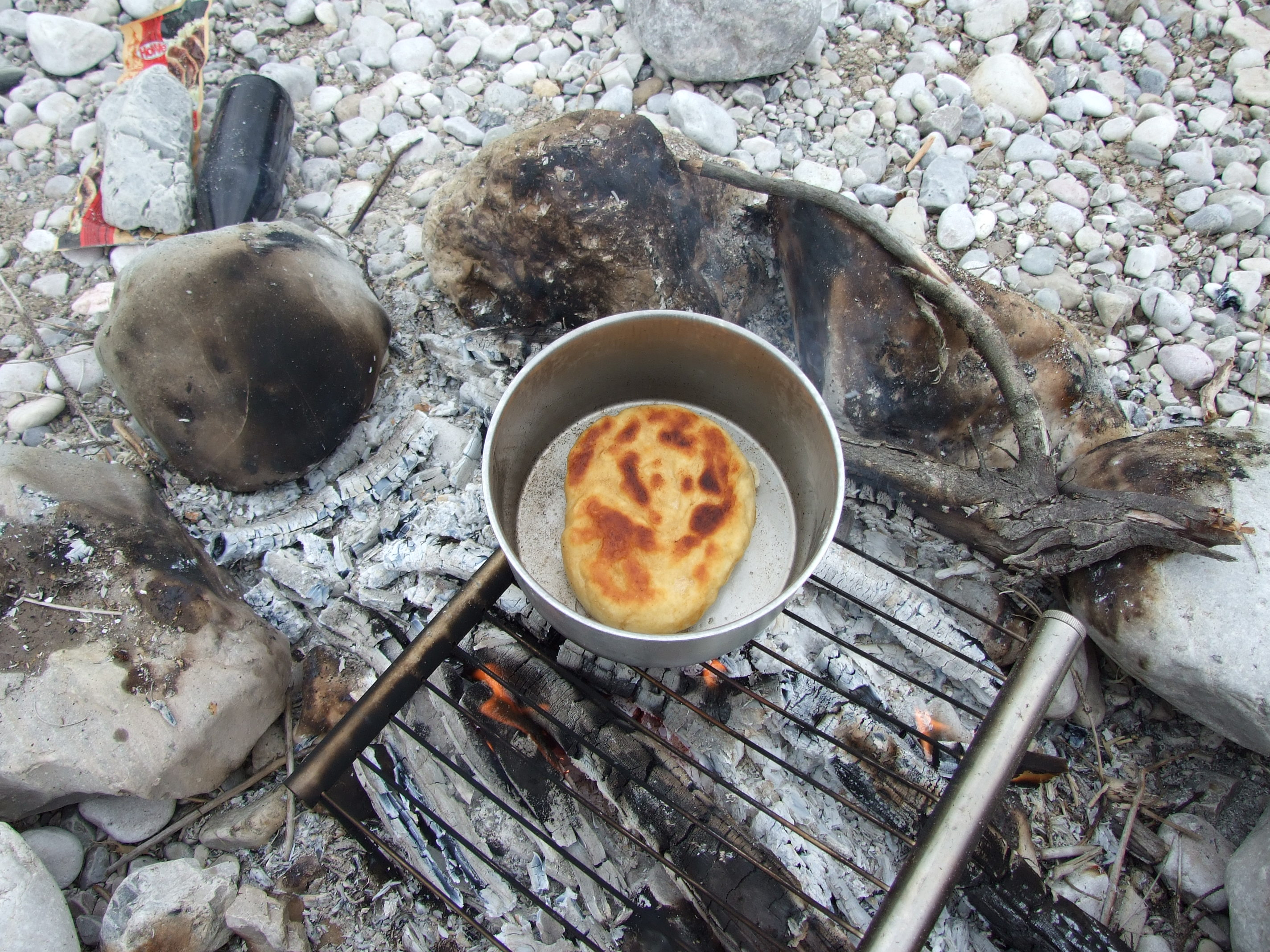
Bannockbrot in einem Topf gebacken

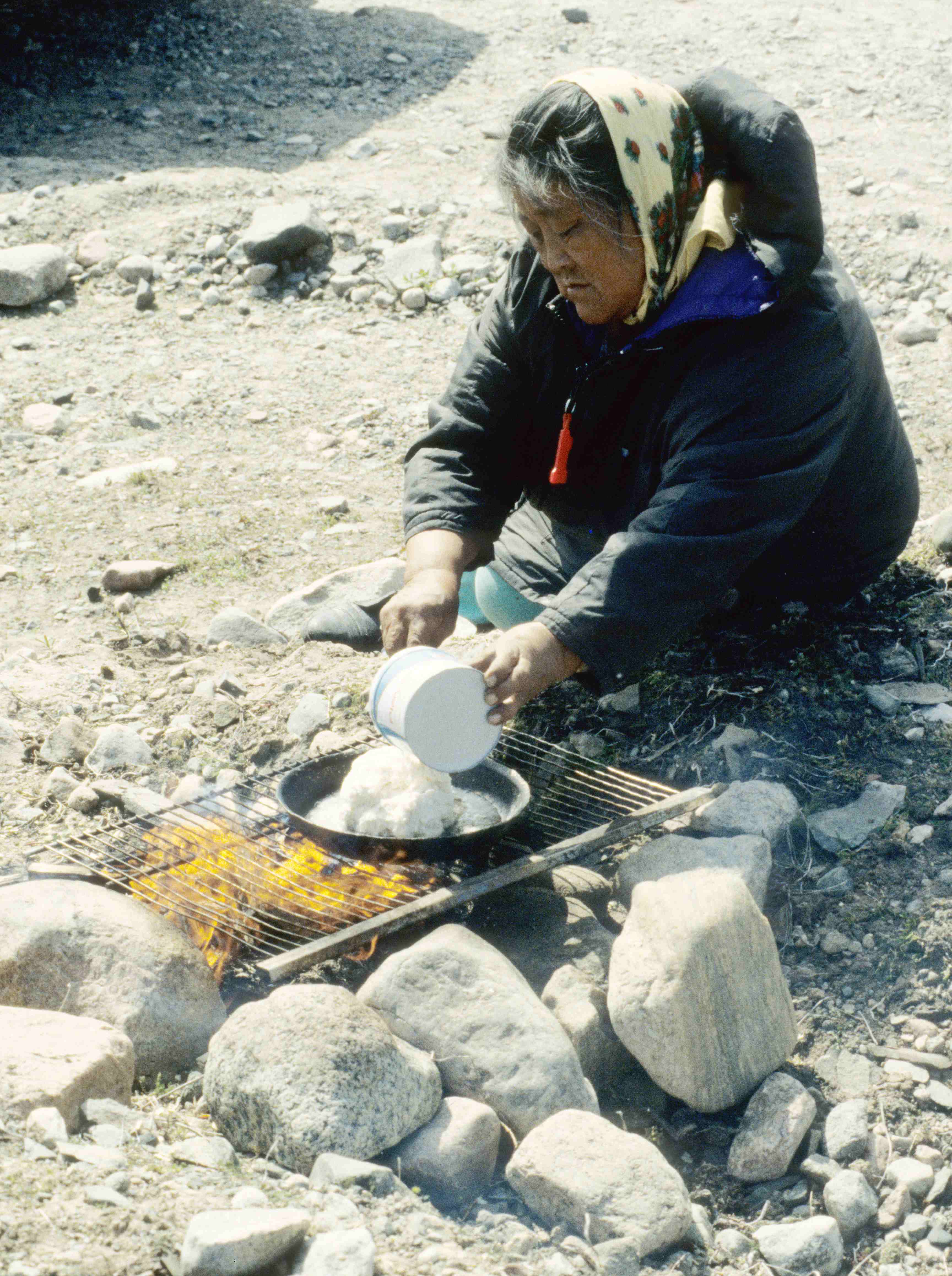
Inuit-Frau beim Zubereiten von Bannockbrot

Bannockbrot ist ein Fladenbrot, das meistens aus Hafer- und Gerstenmehl besteht (z. T. werden in Schottland auch ähnliche Fladen aus Weizenmehl Bannock genannt) und auf einem Backblech oder in der Pfanne auf beiden Seiten gebacken wird. Ursprünglich wurde dem Teig kein Triebmittel zugesetzt und das Brot zunächst in glühender Asche gebacken, ehe es in einer Pfanne vor dem Essen nachgeröstet wurde. Die Oberfläche wurde durch diese Herstellung sehr dunkel.
Ursprünglich stammt Bannock aus den schottischen Highlands, wo es zahlreiche lokale Varianten der Zubereitung gab. Im 18. und 19. Jahrhundert fand es bei den Ureinwohnern von Ostkanada Verbreitung, wo es vor allem mit Weizenmehl zubereitet wird.
Die Bezeichnung Bannock stammt möglicherweise vom gälischen Wort bannach ab, was wiederum abgeleitet ist von dem lateinischen Wort panicium (Brot). Es war nach Ansicht von englischen Sprachforschern früher außerhalb der britischen Weizenanbaugebiete der Begriff für Brot generell. Ein englisch-lateinisches Wörterbuch aus dem Jahr 1483 übersetzt Bannock mit focacius (Feuerstellenbrot) oder panis subcinericius (in der Asche gebackenes Brot).
Heute ist Bannock auch bei Outdoortouren sehr beliebt, da es einfach zubereitet werden kann und die Zutaten haltbar und gut zu transportieren sind.